# SoundCloud
SoundCloud je internetová stránka pro online distribuci hudby. Je často využívána méně známými interprety ke sdílení jejich tvorby.
Například Sonic Youth využila odkazy na SoundCloud z Twitteru ke streamování jejich posledního[ujasnit] alba. Moby zde zveřejňuje své nejnovější singly. A když se Beck rozhodl skončit se svými zastaralými webovými stránkami a chtěl jednoduché stránky založené na vysoce kvalitním obsahu, také přešel k SoundCloudu.

## Historie
SoundCloud byl původně spuštěn ve Stockholmu, ale založen byl v srpnu roku 2007 v Berlíně v Německu. Jeho zakladatelé jsou Alex Ljung a hudebník Eric Wahlforss.
Původní myšlenka byla méně odvážná - pouze chtěli umožnit hudebníkům sdílení hudby mezi jimi samými.
Později projekt přerostl v nástroj umožňující zveřejňování jakýchkoli zvukových nahrávek kýmkoli a pomáhá muzikantům distribuovat jejich tvorbu. Pouhých několik měsíců po spuštění začal SoundCloud konkurovat dominantnímu mySpace jako platforma, kde mohli hudebníci lépe komunikovat se svými fanoušky a vyjít jim vstříc.
Spoluzakladatel Alex Ljung v roce 2009 v interview pro portál Wired.com řekl:
“Oba (zakladatelé) pocházíme z prostředí pojeného s hudbou a bylo pro nás opravdu únavné spolupracovat s lidmi v této oblasti - mám na mysli jednoduché věci, soukromé posílání skladeb lidem, dostávání odezvy, konverzování o té hudbě. Stejným způsobem jako se používá Flickr pro naše fotografie, Vimeo pro videa, tak jsme neměli nic takového pro naši hudbu.”
V květnu roku 2010 SoundCloud oznámil milion přispěvatelů.
Ve 3. čtvrtletí roku 2020 vykázal SoundCloud své vůbec první ziskové čtvrtletí s dvouciferným nárůstem tržeb a podstatně sníženými provozními ztrátami. V prosinci 2021 finanční ředitel SoundCloud, Drew Wilson, řekl, že společnost je „na prahu dosažení rovnováhy“ a řekl, že společnost očekává, že do roku 2023 vytvoří čistý zisk.

## Funkce

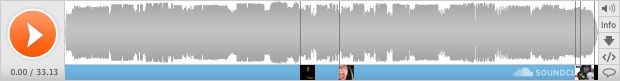
Online přehrávač SoundCloudu vložený na vlastní internetové stránky

Na SoundCloud můžete ukládat vlastní zvukové nahrávky, ať je to hudba nebo cokoliv jiného. Uložené soubory jsou pak k dispozici komukoli a kdekoli na světě prostřednictvím internetu. Další možností je použít zvuky ze SoundCloud ve webových prezentacích (začlenit je přímo do HTML kódu) nebo aplikacích pomocí SoundCloud API rozhraní. Toto rozhraní využívá několik hudebních vyhledávačů jako například SoundYouNeed.
Základní funkce SoundCloudu jsou nasnadě: ukazuje počet přehrání skladby, počet uživatelů, kteří si ji dali mezi své oblíbené, a počet stažení. Pokud se vám skladba líbí, můžete si ji stáhnout, většinou ve formátu MP3.
Při přehrávání audio záznamů se zobrazí grafické znázornění vln zvukového výstupu, což zjednodušuje přeskakování k části, kterou chce uživatel zrovna poslouchat.
Lze také přidávat komentáře přímo k určitému momentu ve skladbě, a ty se pak v danou chvíli zobrazí.
Vyhledávač hudby obsahuje rozšíření, pomocí kterého můžete zúžit výběr např. pouze na remixy, cover verze nebo akustické verze.